# Михальчук Віктор Ілліч
Ві́ктор І́лліч Михальчу́к (нар. 5 лютого 1946, Бернау, Німеччина) — український волейбольний тренер, український радянський волейболіст. Гравець збірної СРСР (1965—1969). Олімпійський чемпіон Мехіко, 1968, володар Кубка світу 1965 (Польща), чемпіон Європи 1967 (Туреччина), чемпіон СРСР 1967 (у складі збірної УРСР). Заслужений майстер спорту СРСР (1968), заслужений тренер України. Зв'язковий. Був безумовним лідером команди; за допомогою активного використання коротких та прискорених передач підтримував високий темп гри.
Один з найкращих волейболістів Одеси ХХ століття.
Головний тренер чоловічої національної збірної України (2003—2006).

## Життєпис
Освіта — Одеський політехнічний інститут (ОПІ), Одеський державний педагогічний інститут ім. К. Д. Ушинського (ОДПІ).
Уперше познайомився з волейболом в 11 років, на Курильських островах, де проходив службу його батько. Вечорами солдати грали між собою, але маленького хлопця, якому гра дуже сподобалася, звісно, не брали. Повернувшись до Одеси, твердо вирішив: записатися до волейбольної секції. Записався в ДЮСШ № 7, до Валентина Гольдубера (Заслужений тренер України з волейболу (1969), «Відмінник народної освіти УРСР» (1966)).
Виступав за команду «Буревісник»/ОдТІЛ (Одеса) (1964—1976). Володар Кубка СРСР 1976. У складі збірної Української РСР 1967 року переможець Спартакіади народів СРСР 1967.
У збірній СРСР в офіційних змаганнях виступав у 1965—1969 роках. В її складі: олімпійський чемпіон 1968 (Мехіко), переможець розіграшу Кубка світу 1965, бронзовий призер Кубка світу 1969, чемпіон Європи 1967.
У період 1978—2000 (з перервою 1992—1995) очолював чоловічу волейбольну команду майстрів Одеси. Тричі приводив її до перемоги в чемпіонаті України (1997—1999) і один раз — до перемоги в Кубку України (1996). У 1996 і 2000 одеський колектив ставав срібним призером національного чемпіонату. У період 2000—2008 очолював маріупольську волейбольну команду «Азовсталь» (до 2006 — «Маркохім»). Срібний призер чемпіонату України 2004/05, бронзовий призер чемпіонатів 2003/04, 2005/06, 2006/07. Володар Кубка України сезону-2005/06.
2003—2006 рр. — головний тренер національної збірної України з волейболу. Вивів команду до фінальної частини чемпіонату Європи 2005.
Певний час працював за кордоном. У сезоні 1992—93 — «Зафіракіс» (Салоніки, Греція), 1993—94 — «Еджзаджібаші» (Стамбул, Туреччина; здобув срібні медалі національного чемпіонату, у Кубку ЄКВ вивів команду до 1/8 фіналу), 1994—95 — «АПОЕЛ» (Лімасол, Кіпр).
9 лютого 2011 року очолив черкаську команду «Імпексагроспорт», яку в сезоні 2011/12 привів до завоювання срібних медалей чемпіонату України. Після закінчення сезону — 2011/12, в якому «Імпексагроспорт» посів 4-е місце, команда припинила своє існування.
У грудні 2012 Віктор Михальчук очолив команду вищої ліги «Барком» (Львів), яку за підсумками сезону вивів до Суперліги. Це сталося вперше в історії львівського волейболу за часів відновленої Незалежности.

## Нагороди, визнання
- Орден «За заслуги» ІІІ ст. (2002).[6].
- Один з найкращих волейболістів Одеси ХХ століття.